# هوارد هیوز
هوارد روبارد هیوز جونیور (به انگلیسی: Howard Hughes) زاده (۲۴ دسامبر ۱۹۰۵ - ۵ آوریل ۱۹۷۶) هوانورد، مهندس و کارگردان آمریکایی سینما بود. او در سن ۱۸ سالگی مدیریت سازمانهای تجاری پدرش را به عهده گرفت. از وی در عصر خودش به عنوان ثروتمندترین فرد جهان نام برده می‌شد. وی علاوه بر اینکه در اواخر دههٔ ۲۰ و ابتدای دههٔ ۴۰ میلادی از پیشگامان صنعت سینما در ایالات متحدهٔ آمریکا محسوب می‌شد، به عنوان یک مهندس سازندهٔ هواپیما نیز شهرت داشت و با ساخت هواپیمای مشهور هیوز اچ-۴ هرکولس، نام خود را در این صنعت جاودانه ساخت.
از آنجا که هوارد علاقه چندانی به درس و مدرسه و اصول تئوری نداشت، همیشه در تلاش بود تا فرصتی بیابد و این قضیه را با خانواده در میان گذارد و بالاخره یک روز هنگامی‌که در یک شرط‌بندی از پدر برنده شده بود جایزه خود را تعلیم علوم هوانوردی اعلام کرد و علی‌رغم میل خانواده به این امر مشغول شد.
در سال ۱۹۲۲ پدر هوارد از دنیا رفت و در پاییز سال بعد مادرش نیز دار فانی را وداع گفت. حال جوان ۱۷ ساله ۷۵ درصد شرکت پدر را صاحب شده بود اما طبق وصیت پدر او زمانی می‌توانست اداره امور را به دست گیرد که ۲۱ ساله شده باشد، ولی پسر جوان که هیچگاه تحمل شکست را نداشت و همیشه سعی داشت به هر طریقی به اهدافش دست یابد، علیه متن وصیت نامه به دادگاه شکایت کرد و توانست در سن ۱۸ سالگی مالکیت شرکت پدر را از آن خود نماید، حال او جوانی بود با درآمد سالانه ۲ میلیون دلار که می‌توانست با آن کارهای مختلفی انجام دهد، هوارد به خوبی می‌دانست که اداره چنین شرکتی به تخصص بسیاری نیاز دارد و او از این امر بی‌بهره بود لذا درصدد آن برآمد تا فردی مطمئن را به عنوان مدیر شرکت معرفی نماید. او که در این مورد فردی لایق‌تر از حسابدار پدرش نمی‌شناخت تصمیم گرفت تا مدتی را هر چند کوتاه با او سیر کند تا از توانایی‌های او اطمینان حاصل نماید؛ بنابراین مدت یک هفته را به همراه حسابدار پدر به گشت‌وگذار در سراسر آمریکا پرداخت بدون اینکه کوچک‌ترین اشاره‌ای به موضوع اداره شرکت نماید. سرانجام در روز آخر هنگامی‌که به خانه برگشتند، هوارد رسماً اداره شرکت را به وی پیشنهاد کرد و او نیز پذیرفت.
در سال ۱۹۲۵ هیوز به هالیوود روی آورد و اولین قرادادش را برای حمایت مالی از یک پروژه سینمایی امضا کرد. او چنان به این صنعت علاقه‌مند شده بود که هر روز از صبح تا شب به کنار استودیوهای سینمایی می‌رفت و از نزدیک کار آن‌ها را مشاهده می‌کرد، حتی یک شب به دور از چشم بقیه به سراغ یکی از پروژکتورها رفت و آن را باز کرد و تمامی وسایل داخلش را بیرون آورد و سپس تا صبح توانست دوباره همه آن‌ها را سرهم کند و به حالت اولیه بازگرداند. او که حالا یک جوان ۲۰ ساله بود قراردادهای بسیاری را با فیلم‌سازان مختلف منعقد کرد و در تهیه بسیاری از فیلم‌های رنگی آن دوران از هیچ کمک مالی دریغ نکرد، حتی تعدادی از فیلم‌هایی که با حمایت مالی او ساخته شده بودند توانستند جوایزی نیز کسب کنند.
پس از گذشت چند سال هوارد احساس کرد که دیگر صنعت سینما جذابیت‌های پیشین را ندارد و تصمیم گرفت دوباره به صنعت هوانوردی بازگردد، از این رو در سال ۱۹۳۲ تحت عنوان چارلز هوارد در یک شرکت هواپیمایی با دستمزد هفته‌ای ۲۵۰ دلار به عنوان کمک خلبان مشغول به کار شد و هفته بعد یک هواپیمای آبی برای خود خریده پس از انجام تغییرات اساسی بر روی هواپیما به همراه دو تَن از دوستانش که یکی کمک خلبان و دیگری تعمیرکار هواپیما بود، مسافرت ۱۸ ماهه خود را با آن آغاز کرد و تجارب گرانبهایی به‌دست‌آورد. سپس در تلاشی شبانه‌روزی و بدون وقفه به همراه دوستانش توانست در مدت نزدیک به دو سال اولین هواپیمای خودش را تولید کند و نام آن را 1H. گذاشت. او که همیشه به دنبال انجام کارهای شگفت‌انگیز بود تصمیم گرفت تا نام خود را در کتاب رکورد داران جهان ثبت کند بنابراین در یک پرواز بی نظیر توانست رکورد بیشترین سرعت هواپیماهای آن زمان را با 1Hبشکند و به شهرت جهانی دست یابد.
اقدام دیگری که شهرت هیوز را صد چندان می‌کرد خرید غالب سهام شرکت هوانوردی کوچک و محدود ترنس ورلد ایرلاینز (تی دبلیو ای) بود که با تزریق سرمایه او به آن، شرکت دچار تحول عظیمی شد؛ سپس یکی از پروازهای شرکت او پرواز ۷۰۶ هیوز ایروست در اثر برخورد با یک اف-۴ برفراز لس آنجلس سقوط کرد و تمامی ۴۹ سرنشین دی سی ۹ و یکی از دو خلبان اف ۴ کشته شدند؛ حالا اوکه قصد داشت آن شرکت را به یک آژانس بین‌المللی تبدیل کند و پرواز در تمامی مسیرهای هوایی دنیا را از طریق آن ممکن سازد، سرانجام توانست به این مهم دست یابد و آن شرکت را به بزرگ‌ترین آژانس هوایی آن دوران تبدیل کرد. اما در اواخر دهه ۱۹۵۰ شرکت مذکور مشکل تازه‌ای به خود گرفت و مدیران آن تصمیم گرفتند تا به هر نحوی که امکان دارد خودشان کنترل شرکت را برعهده گیرند و پس از جلسات متمادی هیوز ناچار شد تا سهام خود را به آنان بفروشد و بالاخره بزرگ‌ترین قرارداد میلیونی آمریکا و جهان در آن زمان شکل گرفت هوارد بابت سهامش مبلغ ۷۵۰ میلیون دلار از شرکت تی دبلیو ای (ترنس ورلد ایرلاینز) گرفت و نام خود را به عنوان ثروتمندترین مرد جهان ثبت کرد.
دوره پایانی زندگی هوارد به پرنشاطی دوره‌های پیشین نیست، او که برای فرار از دست مأموران مالیاتی از حضور در جامعه پرهیز می‌کرد و همیشه در مکان‌های خلوت و دور از انظار عمومی به سر می‌برد عادات ناپسندی پیدا کرده بود. سوق یافتن او به مواد مخدر و اعتیاد به مشروبات الکلی مهم‌ترین عامل از دست دادن تمرکز فکری و خلاقیتش بود. در طول دوران زندگی دو بار ازدواج کرد که هر دو بار به شکست انجامیده بود. آن قدر حساس شده بود که هرگز به سراغ تلفن نمی‌رفت و هر چیزی را حتی قاشق و چنگال را با دستمال برمی‌داشت چرا که می‌ترسید از روی آثار انگشتش او را بیابند. از جمله کارهای شگفت‌انگیزی که در این دوران انجام داده است می‌توان به مورد ذیل اشاره کرد: زمانی که دوستانش در لاس و گاس، پنت هاوس یک هتل را برای او اجاره کرده بودند، او با مشاهده نارضایتی صاحب هتل از اقامتش در آنجا، تمام هتل را خریداری کرد.
سرانجام این میلیاردر آمریکایی در ۵ آوریل ۱۹۷۶ بدون اینکه هیچ وصیت‌نامه‌ای از خود برجای گذارد درگذشت. مؤسسه پزشکی هاورد هیوز از او به‌جای مانده است.
در سال ۲۰۰۴ داستان زندگی وی توسط مارتین اسکورسیزی، کارگردان شهیر آمریکایی و با هنرمندی لئوناردو دی کاپریو در فیلمی به نام هوانورد به تصویر کشیده شد.
به گفته استن لی شخصیت مرد آهنی از این شخص الهام گرفته شده.